# DJ Forbes
Derek Jamie "DJ" Forbes (15 de dezembro de 1982) é um ruguebolista de sevens neozelandês.

## Carreira
Augustine Pulu integrou o elenco da Seleção Neozelandesa de Rugby Sevens 5º colocada na Rio 2016.